# Grand Prix der Volksmusik 2002
Der 17. Grand Prix der Volksmusik fand am 7. September 2002 in Meran (Südtirol) statt und war damit erstmals in seiner Geschichte in Italien zu Gast. Teilnehmerländer waren wie in den beiden Vorjahren Deutschland, Österreich, die Schweiz und Südtirol. In jedem Land wurde eine öffentliche Vorentscheidung im Fernsehen durchgeführt. Dabei wurden jeweils vier Titel für das Finale ermittelt. Die südtirolische Vorentscheidung fand am 21. März in Meran, die schweizerische am 13. April in Zürich, die deutsche am 30. Mai in Hof (Moderation: Carolin Reiber) und die österreichische am 16. Juni in Wien (Moderation: Wolfram Pirchner) statt. Die Veranstaltungen, zu denen jeweils eine CD mit allen Teilnehmern erschien, wurden live übertragen.
Das Finale wurde von der RAI Bozen im Rahmen einer Eurovisionssendung aus Meran übertragen und vom ZDF, ORF und von der SRG übernommen. Moderatoren waren Carolin Reiber (Deutschland) und der Sänger der Kastelruther Spatzen aus Südtirol, Norbert Rier, der mit seiner Gruppe den Grand Prix der Volksmusik 1990 gewonnen hatte. Die Startfolge der Titel und Länder war zuvor ausgelost worden. Nach Vorstellung der Titel konnten die Zuschauer aus den Teilnehmerländern ihren Favorit per TED bestimmen.
Am Ende der Wertung standen dann das Nockalm Quintett und Stephanie als Sieger des Grand Prix der Volksmusik 2002 fest. Ihr Titel Dort auf Wolke 7 hatte Marc Bell komponiert und Dagmar Obernosterer getextet. Damit holte die Gruppe erstmals seit 1993 wieder den Sieg des Grand Prix nach Österreich.
Als Austragungsort des nächsten Grand Prix der Volksmusik 2003 wurde unabhängig vom Land des Siegers Rust festgelegt.

## Die Platzierung der schweizerischen Vorentscheidung 2002
Die ersten vier Titel kamen ins Finale. 
| Startnr.          | Interpret               | Titel                                    | Platz                | Prozente             |
| ----------------- | ----------------------- | ---------------------------------------- | -------------------- | -------------------- |
| 10                | Appenzeller Säntisfeger | Suchst du die Zufriedenheit              | 01.                  | 22 %                 |
| 08                | Stefan Roos             | Santa Monica                             | 02.                  | 21 %                 |
| 02                | Paloma                  | Es fing mit einem Lächeln an             | 03.                  | 19 %                 |
| 05                | Maria da Vinci          | Warum sagst du mir nie „Ich liebe dich“? | 04.                  | 16 %                 |
| 01                | Calimeros               | Bongiorno amore                          | 06.                  | 10 %                 |
| 12                | ComBox                  | Darling I Need You                       | 05.                  | 13 %                 |
| 06                | Leonardo                | Gigolo Romantico                         | 0?                   | 0?                   |
| 04                | Premiere                | Ich folge meiner Sehnsucht               | 0?                   | 0?                   |
| 07                | Claudia                 | Lass uns tanzen                          | 0?                   | 0?                   |
| 11                | Emanuel                 | Schönes Mädchen aus Chalkidiki           | 0?                   | 0?                   |
| 03                | Roman Peters            | Vieles hat der Himmel schon erfunden     | 0?                   | 0?                   |
| 09                | Marcel Schweizer        | Zu zweit                                 | 0?                   | 0?                   |
| Veranstaltungsort | Veranstaltungsort       | Fernsehstudio Zürich                     | Fernsehstudio Zürich | Fernsehstudio Zürich |

## Die Platzierung der deutschen Vorentscheidung 2002
Die ersten vier Titel kamen ins Finale. 
| Startnr.                           | Interpret                          | Titel                                             | Platz                                             | %                                                 |
| ---------------------------------- | ---------------------------------- | ------------------------------------------------- | ------------------------------------------------- | ------------------------------------------------- |
| 15                                 | Maxi Arland                        | Ich hör’ Chopin                                   | 01.                                               | ?                                                 |
| 12                                 | Angelina und Andy Wolff            | Wenn Liebe diese Welt regiert                     | 02.                                               | ?                                                 |
| 14                                 | Daniela Merk                       | Neue Liebe braucht das Herz                       | 03.                                               | ?                                                 |
| 03                                 | Kathrin und Peter                  | Total romantisch                                  | 04.                                               | ?                                                 |
| 07                                 | Stefan Mross                       | Angeli delle montagne                             | 05.                                               | ?                                                 |
| 13                                 | Wolfgang Herrmann                  | Nimm dir ab und zu ein bisschen Zeit              | 06.                                               | ?                                                 |
| 10                                 | Peter Sebastian                    | Vergiss mein Herz nicht, wenn du gehst            | 07.                                               | ?                                                 |
| 01                                 | Grammophon Orchester               | Ich fahr’ mit meiner Biene                        | 08.                                               | ?                                                 |
| 05                                 | Florian Silbereisen                | Die Madln vom Land                                | 09.                                               | ?                                                 |
| 06                                 | Jenny und die Ketchup-Cowboys      | Ich will ’ne Schule im wilden Westen              | 10.                                               | ?                                                 |
| 04                                 | Alpin AG                           | Fehlst mir so                                     | 11.                                               | ?                                                 |
| 11                                 | Münchner Zwietracht                | Sackelzement                                      | 12.                                               | ?                                                 |
| 02                                 | Karina Kim                         | Ich back’ mir selber einen Mann                   | 13.                                               | ?                                                 |
| 08                                 | Tollhaus                           | Bring mir doch dein Herz vorbei                   | 14.                                               | ?                                                 |
| 09                                 | Sibylle                            | Die Zeit heilt alle Wunden                        | 15.                                               | ?                                                 |
| Veranstaltungsort/Regie/Moderation | Veranstaltungsort/Regie/Moderation | Freiheitshalle, Hof/Andreas Heller/Carolin Reiber | Freiheitshalle, Hof/Andreas Heller/Carolin Reiber | Freiheitshalle, Hof/Andreas Heller/Carolin Reiber |

## Die Platzierung der österreichischen Vorentscheidung 2002
Die ersten vier Titel kamen ins Finale. 
| Startnr.          | Interpret                                              | Titel                             | Platz | Punkte |
| ----------------- | ------------------------------------------------------ | --------------------------------- | ----- | ------ |
| ?                 | Nockalm Quintett und Stephanie                         | Dort auf Wolke sieben             | 01.   | ?      |
| ?                 | Die Almzigeuner                                        | Himma uana                        | 02.   | ?      |
| ?                 | Andreas Winkler und Doris Russo                        | Bevor ich einschlaf irgendwann    | 03.   | ?      |
| ?                 | Petra Frey und Oliver Haidt                            | Trennen uns auch Meere            | 04.   | ?      |
| ?                 | Sigrid & Marina                                        | Bald kommt ein neuer Tag          | 05.   | ?      |
| ?                 | Lisa Valentin                                          | Träum mit mir                     | 06.   | ?      |
| ?                 | Tiroler Adler                                          | Jahuu                             | 07.   | ?      |
| ?                 | Zellberg Buam und Schlitterer Sänger aus dem Zillertal | Berge, die mein Leben erzählen    | 08.   | ?      |
| ?                 | Marc Pircher                                           | Des is Hoamat                     | 09.   | ?      |
| ?                 | Alpenrebellen                                          | Reden ist Silber, Geigen ist Gold | 10.   | ?      |
| ?                 | Zillertaler Haderlumpen                                | Tanz’n tat i gern                 | 11.   | ?      |
| ?                 | Birgit und Marcell Dominik                             | Wer schenkt uns die Liebe         | 12.   | ?      |
| ?                 | Wildbach                                               | Dein Herz is a Wildbach           | 13.   | ?      |
| ?                 | Die Alpenstürmer                                       | Starke Zeiten                     | 14.   | ?      |
| ?                 | Danny K.                                               | Du gefällst mir                   | 15.   | ?      |
| Veranstaltungsort | Veranstaltungsort                                      | Wien                              | Wien  | Wien   |

## Die Platzierung der südtirolischen Vorentscheidung 2002
Die ersten vier Titel kamen ins Finale. 
| Startnr.          | Interpret                     | Titel                                | Platz             | Punkte            |
| ----------------- | ----------------------------- | ------------------------------------ | ----------------- | ----------------- |
| ?                 | Original Südtiroler Spitzbuam | Heimat im Herzen                     | 01.               | ?                 |
| ?                 | Die Ladiner                   | Allein in Einsamkeit                 | 02.               | ?                 |
| ?                 | Rudy Giovannini               | Donna della raspa                    | 03.               | ?                 |
| ?                 | Die Vinschger                 | Freunde gehen immer zu früh          | 04.               | ?                 |
| ?                 | Herzblatt                     | Alle Herzen schlagen für den Frieden | 0?                | ?                 |
| ?                 | Dolomiten Echo                | Berge der Heimat                     | 0?                | ?                 |
| ?                 | Jasmine Goller                | Da ist ein Licht                     | 0?                | ?                 |
| ?                 | Thommy Lars                   | Der Wind der Anden                   | 0?                | ?                 |
| ?                 | Juval                         | Gemeinsam insieme                    | 0?                | ?                 |
| ?                 | Bergwind                      | Hab’ Heimweh nach dir                | 0?                | ?                 |
| ?                 | Alpenfrieden                  | Liebe spricht sanft                  | 0?                | ?                 |
| ?                 | Gletscherwind                 | Musik ist wie Liebe                  | 0?                | ?                 |
| ?                 | Vincent und Fernando          | Sogno da musica                      | 0?                | ?                 |
| ?                 | Franzl & Die Psayrer          | Sommertraum                          | 0?                | ?                 |
| ?                 | Patrizia Feichter             | Tausend Träume weit                  | 0?                | ?                 |
| Veranstaltungsort | Veranstaltungsort             | Meran-Arena Meran                    | Meran-Arena Meran | Meran-Arena Meran |

## Die Platzierung des Grand Prix der Volksmusik 2002
| Startnr.          | Land              | Interpret                       | Titel                                      | Platz                        | Punkte                       |
| ----------------- | ----------------- | ------------------------------- | ------------------------------------------ | ---------------------------- | ---------------------------- |
| ?                 | A                 | Nockalm Quintett und Stephanie  | Dort auf Wolke sieben                      | 01.                          | 36                           |
| ?                 | I                 | Die Ladiner                     | Alleine in der Einsamkeit                  | 02.                          | 33                           |
| ?                 | I                 | Rudy Giovannini                 | Donna della raspa                          | 03.                          | 30                           |
| ?                 | CH                | Paloma                          | Es fing mit einem Lächeln an               | 04.                          | 29                           |
| ?                 | D                 | Maxi Arland                     | Ich hör Chopin                             | 05.                          | 26                           |
| ?                 | I                 | Original Südtiroler Spitzbuam   | Heimat im Herzen                           | 06.                          | 25                           |
| ?                 | CH                | Säntisfeger                     | Suchst du die Zufriedenheit                | 07.                          | 21                           |
| ?                 | D                 | Angelina und Andy Wolff         | Wenn die Liebe diese Welt regiert          | 08.                          | 20                           |
| ?                 | A                 | Andreas Winkler und Doris Russo | Bevor ich einschlaf irgendwann             | 09.                          | 19                           |
| ?                 | A                 | Die Almzigeuner                 | Himma uana                                 | 10.                          | 17                           |
| ?                 | A                 | Petra Frey und Oliver Haidt     | Trennen uns auch Meere                     | 11.                          | 14                           |
| ?                 | I                 | Die Vinschger                   | Freunde gehen immer zu früh                | 12.                          | 13                           |
| ?                 | CH                | Maria da Vinci                  | Warum sagst du mir nicht „Ich liebe dich“? | 13.                          | 10                           |
| ?                 | D                 | Kathrin und Peter               | Total romantisch                           | 14.                          | 08                           |
| ?                 | CH                | Stefan Roos                     | Santa Monica                               | 15.                          | 06                           |
| ?                 | D                 | Daniela Merk                    | Neue Liebe braucht das Herz                | 16.                          | 05                           |
| Veranstaltungsort | Veranstaltungsort | Meran-Arena, Meran, Südtirol    | Meran-Arena, Meran, Südtirol               | Meran-Arena, Meran, Südtirol | Meran-Arena, Meran, Südtirol |

Die Titel erschienen auch auf einer CD.